# Volans (openbaar vervoer)
Volans was een netwerk van hoogwaardige busverbindingen in de Nederlandse provincie Noord-Brabant. Het netwerk bestaat uit verschillende buslijnen die verschillende Brabantse plaatsen met elkaar verbinden. Op de bussen van Volans zijn reguliere vervoersbewijzen en speciale dagkaarten geldig. Sinds zomer 2018 heet dit OV-merk Bravodirect.

## Geschiedenis
Sinds januari 2008 reed Veolia Transport Nederland op drie lijnen tussen het centrum van Etten-Leur en Breda Station NS, onder de naam Volans. Deze lijnen van Volans reden deels over een vrije busbaan en hadden voorrang bij verkeerslichten en op ander verkeer. Hierdoor werd er een snelle verbinding gewaarborgd. Aan het einde van de lijn reden de bussen verder als "normale" streekbus.
In het kader van het HOV-project in heel Brabant, stelde de provincie dat gebied in als proefgebied en ondertekende samen met de gemeentes Etten-Leur, Oosterhout en Breda een samenwerkingsovereenkomst. De provincie was hierbij de opdrachtgever en de gemeentes beheerden de haltes en het wegennet. Veolia Transport zorgde voor de dienstregeling en het wagenpark. Voor Volans waren er een aantal 12 meterbussen beschikbaar gesteld en in hun eigen huisstijl gestopt. Wel conform de eisen van Provincie Noord-Brabant. Veolia Transport maakte voor deze lijnen gebruik van speciale Berkhof Ambassador 200 bussen (serie 5323-5342). Alle bussen beschikten, in vergelijking met de normale bussen van Veolia, over meer ruimte voor buggy's, rolstoelen en bagage en er was full-airco (chauffeur en passagiers) aanwezig. Ook hadden de bussen camerabewaking.
Met ingang van de concessies West-Brabant en Oost-Brabant per december 2014, stelde de provincie de eis dat de toenmalige sneldienstlijnen om werden gezet naar Volanslijnen. Dit in het kader van het samenwerkingsverband OV-netwerk BrabantStad, bestaande uit een compleet pakket met maatregelen om het openbaar vervoer in de provincie meer te gaan stimuleren. Het samenwerkingsverband bestond naast de provincie Noord-Brabant, uit de vijf grote Brabantse steden Breda, Tilburg, Eindhoven, Roosendaal en 's-Hertogenbosch. 
Per 14 december 2014 rijdt Arriva Personenvervoer Nederland op alle huidige Volans Lijnen in beide concessies. Hiervoor zet Arriva Volvo 8900 bussen in die voorzien zijn van comfortabele stoelen, wifi, meer beenruimte, individueel instelbare airco, een USB-aansluiting en een eigen huisstijl.

## Netwerk

### Huidig netwerk
| Lijn | Bestemming                                                     | Via                                                                                               | Concessie    | Opmerkingen |
| ---- | -------------------------------------------------------------- | ------------------------------------------------------------------------------------------------- | ------------ | ----------- |
| 300  | 's-Hertogenbosch, Centraal Station - Tilburg, Centraal Station | Waalwijk, Sprang-Capelle, Kaatsheuvel (Efteling), Loon op Zand                                    | Oost-Brabant |             |
| 301  | 's-Hertogenbosch, Centraal Station - Tilburg, Centraal Station | Vlijmen, Drunen, Waalwijk, Sprang-Capelle, Kaatsheuvel (Efteling), Loon op Zand                   | Oost-Brabant |             |
| 305  | Oss, Station - Eindhoven, Centraal Station                     | Heesch, Nistelrode (Noorderbaan), Uden, Veghel                                                    | Oost-Brabant |             |
| 306  | 's-Hertogenbosch Centraal Station - Uden, Busstation           | Sint-Michielsgestel (Gestelse Poort), Schijndel, Wijbosch, Eerde, Veghel                          | Oost-Brabant |             |
| 311  | Breda, Centraal Station - Oud Gastel, Busstation               | Liesbos, Etten-Leur (Bredaseweg, Centrum, Station), Hoeven, Oudenbosch                            | West-Brabant |             |
| 312  | Breda, Centraal Station - Roosendaal, Station                  | Liesbos, Etten-Leur (Bredaseweg, Centrum, Transferium Vosdonk), St. Willebrord, Sprundel, Rucphen | West-Brabant |             |
| 316  | Breda, Centraal Station - Etten-Leur, Centrum                  | Liesbos, Etten-Leur (Trivium, Vijfhuizenweg, Tuindersweg, Voorsteven, Statenlaan, Station)        | West-Brabant |             |
| 325  | Breda, Breepark - Oosterhout, Het Goorke                       | Teteringen                                                                                        | West-Brabant |             |
| 326  | Breda, Breepark - Geertruidenberg, Strijenlaan                 | Teteringen, Oosterhout, Raamsdonksveer                                                            | West-Brabant |             |
| 327  | Breda, Breepark - Tilburg, Centraal Station                    | Teteringen, Oosterhout, Oosteind, Dongen                                                          | West-Brabant |             |
| 328  | Tilburg, Centraal Station - Oosterhout, Het Goorke             | Dongen, Oosteind                                                                                  | West-Brabant |             |

### Lijn 310
Hoewel het lijnnummer het wel doet vermoeden, behoort lijn 310 (voormalige lijn 101, oorspronkelijk Interliner 405) van Bergen op Zoom naar Rotterdam niet tot het netwerk van Volans, maar ook niet tot het netwerk van Brabantliner. Deze lijn is een op zichzelf staande HOV-lijn, die wel wordt bediend met dezelfde Volvo 8900 bussen als die op de Volanslijnen rijden. Echter dragen deze bussen niet de huisstijl van Volans, maar de normale huisstijl van Noord-Brabant. Dit komt omdat de lijn niet volledig door Brabant loopt, maar juist voor een deel door de provincie Zuid-Holland. Omdat er ook een directe treinverbinding aanwezig is tussen de twee plaatsen, valt de buslijn ook niet onder het netwerk van Brabantliner.

## Voormalig netwerk
| Lijn | Bestemming                                                     | Via                                                                             | Concessie    | Opmerkingen                                                                 |
| ---- | -------------------------------------------------------------- | ------------------------------------------------------------------------------- | ------------ | --------------------------------------------------------------------------- |
| 302  | 's-Hertogenbosch, Centraal Station - Tilburg, Centraal Station | Vlijmen, Drunen, Waalwijk, Sprang-Capelle, Kaatsheuvel (Efteling), Loon op Zand | Oost-Brabant | Reed vooral in de avond en op zondag, wanneer lijnen 300 en 301 niet reden. |